# Geographie des Sudan

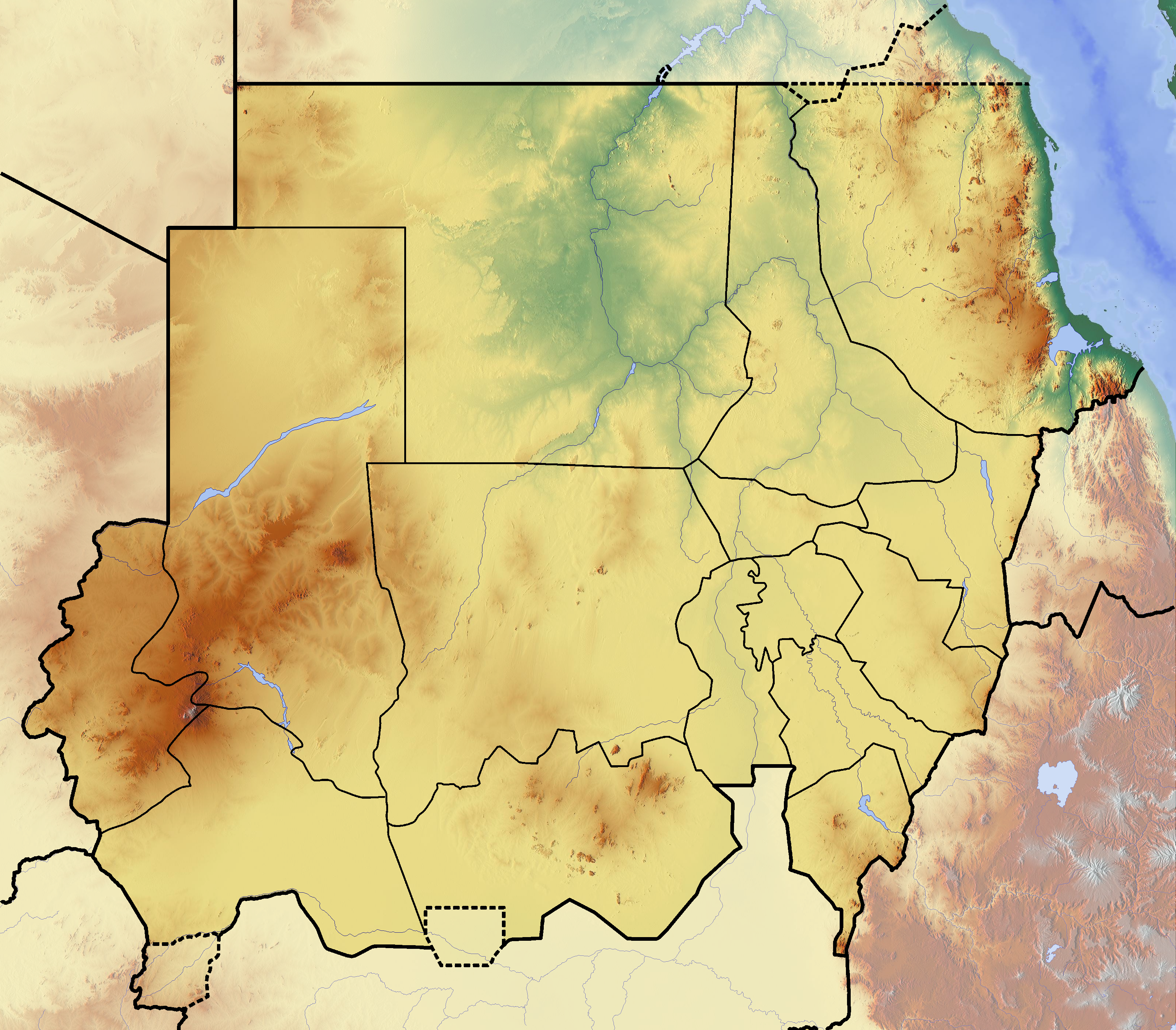
Topographische Karte des Sudan

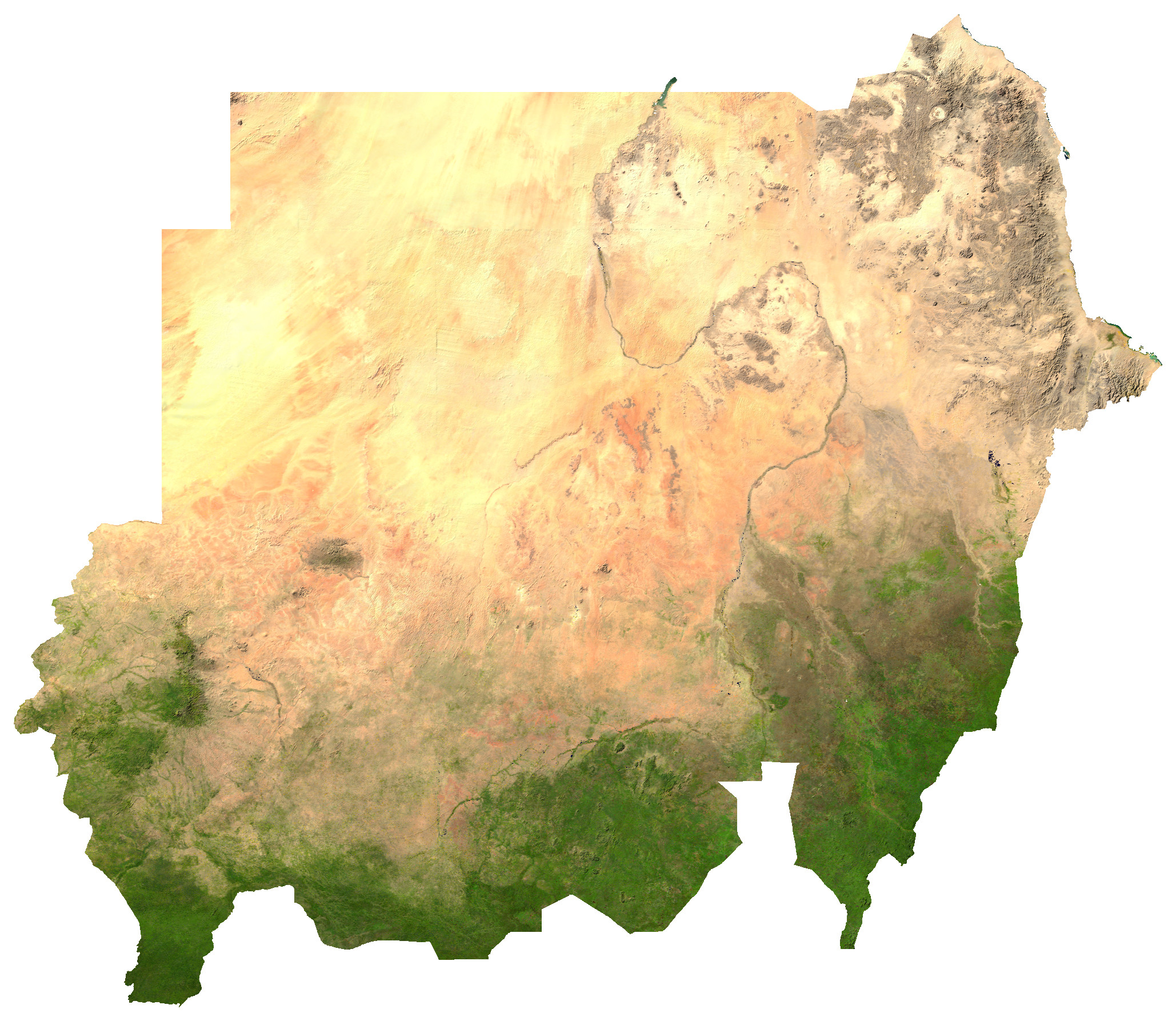
Satellitenaufnahme des Sudan zeigt die Vegetation

Die Geographie des Sudan ist geprägt durch den allmählichen Übergang von einer praktisch niederschlagsfreien Wüstenregion der Nubischen und der Libyschen Wüste im Norden und im Zentrum und sich einer im Süden anschließenden Savannenlandschaft. Das Land ist Teil der Großlandschaft Sudan und der Sahelzone.
Die Höhengliederung wird von der Beckenlandschaft des Nils und seinen Randgebirgen bestimmt. Im Nordosten erhebt sich das Bergland des Dschibal al-Bahr al-ahmar am Roten Meer, das eine Höhe bis 2259 m mit dem Berg Oda erreicht. Im Westen erhebt sich ein Basaltgebirge auf dem Marra-Plateau, dessen höchste Erhebung mit 3088 m der Berg Marra ist und die geographische Grenze zum Tschadbecken bildet. Im Süden erheben sich die Nuba-Berge, die zwischen 500 m und 1325 m hoch sind. Im Norden geht das Land beiderseits des Nils in die Sahara über, wobei der Teil westlich des Nils als Libysche Wüste und der Teil östlich des Nils als Nubische Wüste bezeichnet werden. In der Region um Khartum, wo Weißer Nil und Blauer Nil zum eigentlichen Nil zusammenfließen, breiten sich weite, flache Tonebenen aus.

## Klima

Klimazonen des Sudan

Das Klima im Sudan ist, allgemein gesprochen, tropisch bis randtropisch. Im Groben lässt sich festhalten, dass es im Sudan immer warm bis heiß ist, und dass die Niederschläge von Norden nach Süden zunehmen. Wie in allen Tropenklimaten gibt es auch hier eine Regenzeit, die allerdings nur im äußersten Süden erwähnenswert ist.
Eine detailliertere Klimabeschreibung kann sich jedenfalls auf vier wesentliche Klimabereiche im Sudan stützen. So findet man im äußersten Norden sowie im gesamten Nordwesten ein immertrockenes Wüstenklima vor, das von der Sahara geprägt ist. Das Zentrum des Landes ist in ein trockenheißes und in ein mäßig feuchtheißes Gebiet geteilt. Ein weiterer verschiedener Klimabereich ist der Küstenstreifen entlang des Roten Meeres. Nur im äußersten Süden befinden sich stellenweise feuchtere Tropenzonen.

### Immertrockenes Wüstenklima

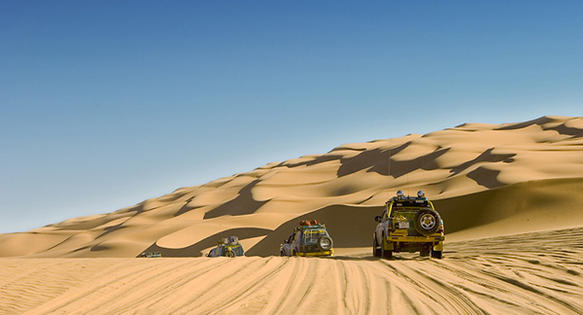
Sanddünen in der nubischen Wüste

Der Norden und Nordwesten des Sudan grenzt an die Sahara und wird in zwei wesentliche Wüstenabschnitte geteilt: die Nubische Wüste und die Ausläufer der Libyschen Wüste. Diese Region ist geprägt von milden Wintern und heißen Sommern, wobei die Tagestemperaturen im Sommer 50 °C überschreiten können, während in der Winterhälfte des Jahres die Nächte häufig empfindlich kühl werden. Das ganze Jahr über kommen beträchtliche Temperaturschwankungen zwischen Tag und Nacht zustande, die bis zu 30 °C betragen können, wenn beispielsweise im Februar das Thermometer in der Nacht auf beinahe 0 °C fällt, um am Tag auf 25 °C und mehr zu steigen. Die Winter sind generell mit Temperaturwerten von durchschnittlich 6 bis 12 °C in der Nacht und 20–27 °C am Tag recht angenehm. Ab Mitte April geht jedoch der lange, heiße und staubtrockene Sommer los, der bis Mitte Oktober dauert. Die Durchschnittswerte hierfür betragen 20–26 °C in der Nacht und 37–43 °C am Tag. Die Luftfeuchtigkeit ist mit 30–40 % im Winter gering bis mäßig und im Sommer sehr gering (10–25 %), was die Hitze jedoch etwas erträglicher macht. Die Gegend ist darüber hinaus so gut wie niederschlagslos. Es kann vorkommen, dass über Jahre hindurch kein Tropfen Regen fällt. Die Zahl der Tage mit etwas Niederschlag schwankt meist zwischen 0 und 4 mm im Jahr. Ein weiteres Charakteristikum dieser Region sind vor allem im Frühjahr und Herbst auftretende, teils schwere Staub- und Sandstürme, Habub genannt. Dieses Klima bezieht sich auf Städte wie Wadi Halfa, Abu Hamad, Kerma und Bir al-Altrun.

### Trockenheißes Gebiet

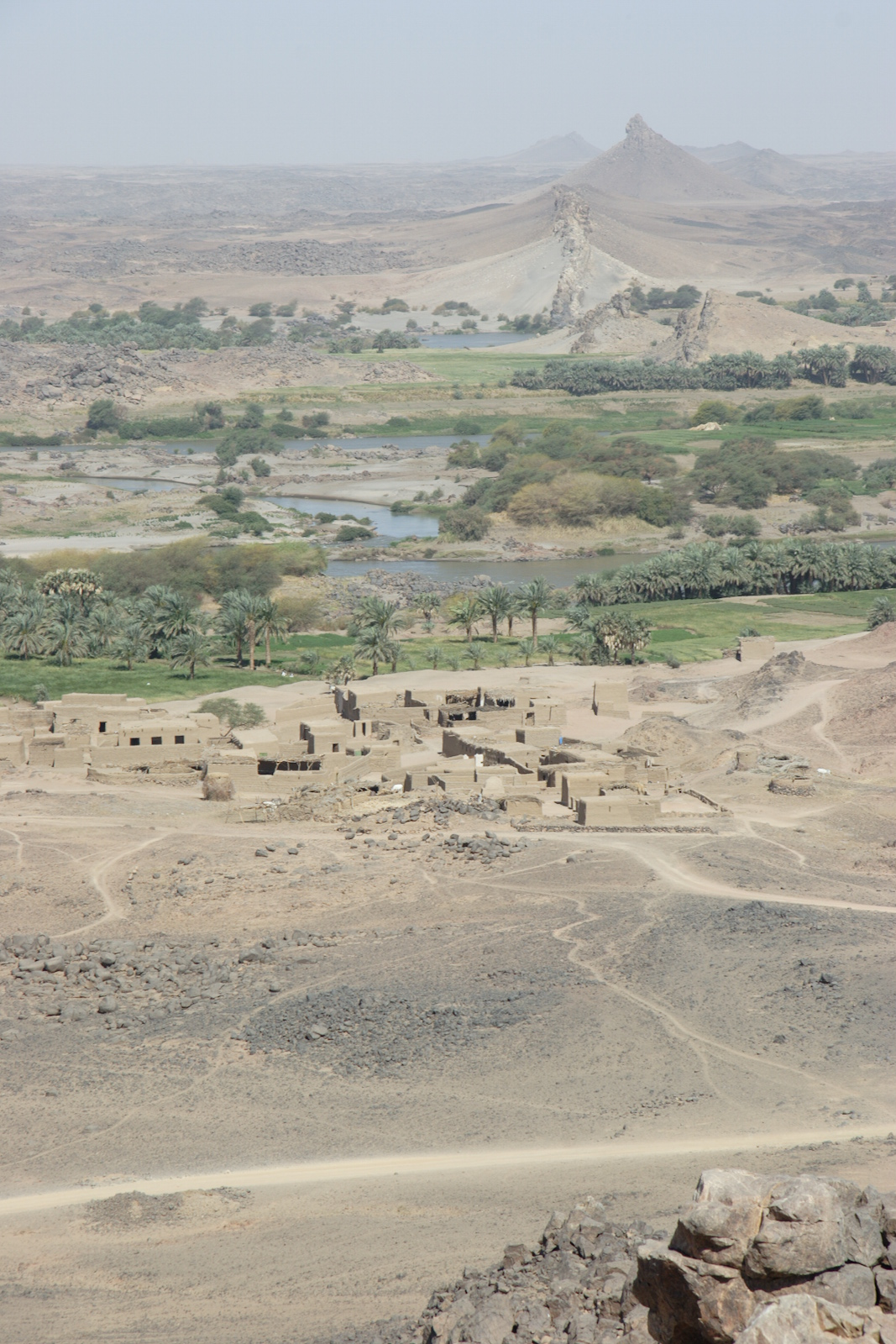
Region Dar al-Manasir als Beispiel für das trockenheiße Gebiet

Das Zentrum des Landes von der Dschazira-Ebene im Süden bis zur Butana-Region im Osten zeichnet sich durch ein trockenes, heißes Klima aus, das aber nicht mehr ausschließlich wüstenhaft ist. Hier ist es das ganze Jahr über heiß, allerdings gibt es eine Besonderheit: die Klimadiagramme zeigen eine zweiwellige Kurve: Im Winter muss man mit durchschnittlichen Tages- und Nachttemperaturen von rund 16 und 31 °C rechnen. Nach einem rasanten Temperaturanstieg im März wird das Frühjahr zur heißesten Periode mit 40–43 °C am Tag (Spitzenwerte um 47 °C) und etwa 27 °C in der Nacht. Danach folgt ein merklicher Temperaturrückgang im Hochsommer, in dem sich Ausläufer der Regenzeit des Südens bemerkbar machen, während im Herbst die Tageswerte nochmals bis auf 40 °C klettern. In den Nächten ist es weiterhin warm mit etwa 25 °C, bevor es im November etwas kühler wird. Die Luftfeuchte ist ganzjährig gering (10–30 %) und steigt nur im Juli und August etwas an. Der Niederschlag hält sich in Grenzen und erreicht meist nur knapp 200 mm, was ungefähr 15 Regentagen im Jahr entspricht, die so gut wie ausschließlich auf den Sommer beschränkt sind. Frühsommer und Herbst ist die Zeit von Staub- und Sandstürmen (Habub). Dieses Klima gilt für die Hauptstadt Khartum, Atbara, Kassala und ähnliche.

### Mäßig feuchtheißes Gebiet
Nur unweit des oben beschriebenen Gebiets liegt der Südwestlichen des Sudan der sich vom Kurdufan im Zentrum bis Darfur im Westen erstreckt. Sein Klima ähnelt stark dem des benachbarten nordöstlichen Zentrums, mit der Ausnahme etwas gemäßigterer Temperaturen und merklich höherer Niederschläge. Die Winter sind warm (14 °C in der Nacht, 30 am Tag), das Frühjahr ist die heißeste Zeit (20–24 und 36–40 °C), woraufhin der Sommer mit gelegentlichen Regenfällen bei 31–33 °C am Tag folgt. Die Nächte bleiben zu dieser Zeit warm (22 °C). Der Herbst verzeichnet in der Regel einen leichten Temperaturanstieg auf 36 °C am Tag bei gleich bleibenden Nachtwerten, bevor der Winter wieder etwas Mäßigung ins Temperaturspiel bringt. Die Luftfeuchte ist hier schon höher und steigt auf bis zu 70 % im Sommer, was die 33 °C allerdings beinahe unerträglicher macht als zum Beispiel die 38 °C im trockenen Mai. Die Regenmengen betragen zwischen 400 und 500 mm und sind so markant höher als im Großraum Khartum. Dieses Klima findet man zum Beispiel in den Städten Al-Ubayyid, an-Nahud oder Nyala vor.

### Küstenstreifen

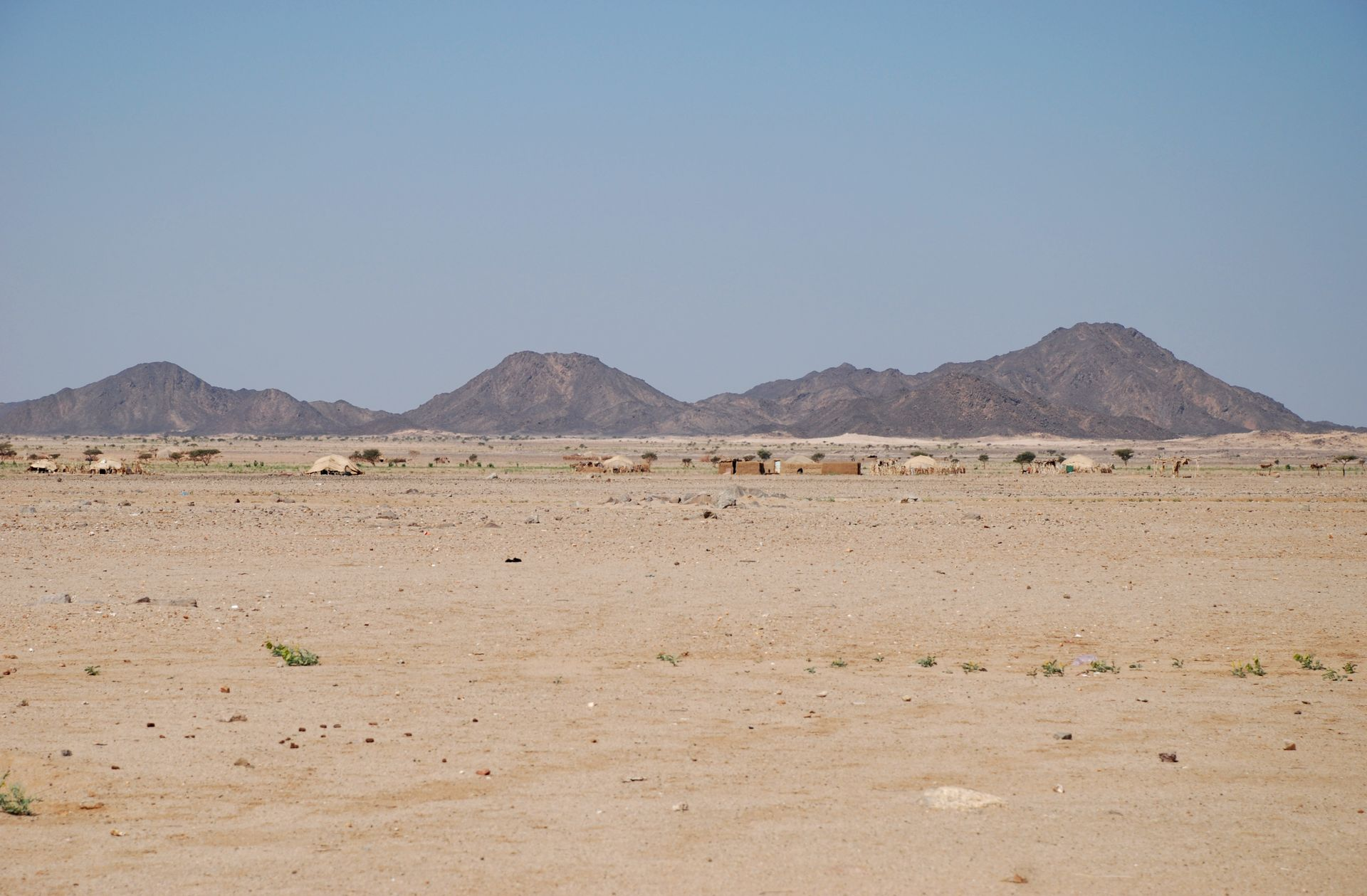
Felsberge im Hinterland von Port Sudan. Zelte der Bedscha-Nomaden in der Sandwüste

Die östliche Klimaregion im Sudan beschränkt sich auf den schmalen Küstenstreifen am Roten Meer. Neben der Hafenstadt Port Sudan liegen in dieser Region nur kleinere Orte wie at-Taib im Süden, die frühere Hafenstadt Sawakin bis zu Aidhab an der ägyptischen Grenze. Dieses Gebiet ist winterwarm und sommerheiß. Im Januar und Februar liegen die Temperaturen bei 26–27 °C am Tag und etwa 19 °C in der Nacht ohne große Schwankungen. Die Sommer sind heiß und schwül mit Tagesdurchschnittswerten um 40 °C (Spitzen bis zu 47 °C), wobei es in den Nächten kaum abkühlt (28–30 °C). Die Luftfeuchte ist ganzjährig relativ hoch (50–75 %). Neben der sommerlichen Regenzeit sind an der Küste auch im November und Dezember, der Trockenzeit in den übrigen Landesteilen, kurze kräftige Regenfälle möglich. Das Meer ist ganzjährig warm bei 25–31 °C.

## Hydrologie
Aus hydrologischer Sicht ist der Sudan überwiegend vom Nil beeinflusst. Der größte Teil des ostafrikanischen Landes befindet sich in seinem Einzugsgebiet. Allerdings verliert der Nil im Sudan in erster Linie auf Grund des Wüstenklimas Wasser. Fast alles Wasser kommt entweder aus dem äquatorialen Afrika oder Äthiopien. Daneben gibt es einige Küstenflüsse, die aber zumeist auf Grund der hohen Aridität trocken sind. Im Westen des Landes gibt es Verbindungen zum Tschadbecken und zu anderen endorheischen Becken.